# Studená (okres Plzeň-sever)
Studená (původně Studený, německy Studena) je obec v severovýchodní části okresu Plzeň-sever v Plzeňském kraji. Leží dvanáct kilometrů jihovýchodně od Kralovic. Žije v ní 37 obyvatel. Obec je součástí Mikroregionu Kralovicko.

## Historie
Ves získala své jméno pravděpodobně podle pramenu studené vody, který vytéká několik desítek metrů pod vsí v místě nazývaném V Jamech. U této studánky bylo asi prvé osídlení, které dokládá nález sídliště z roku 1953. Po sídlišti zbylo šest zřetelně ohraničených kruhů o průměru okolo 3 metrů, vyplněných do hloubky 60–70 cm popelem, střepy, zbytky kostí, výjimečně i opálenými kameny z ohniště. Podle střepů bylo sídliště datováno do 11.–12. století. Je možné, že šlo o provizorní sídliště Hedčanů, kteří v té době zdejší krajinu kolonizovali.
Před husitskými válkami stálo ve vsi jedenáct usedlostí, války nepřečkalo pět. Roku 1447 získali od Markéty, dcery Oldřicha z Hlohovic, Studenou i s nedalekými Holovousy Dobeš z Modřejovic a Bohuslav z Chlumu. Po smrti Bohuslava připadla část Holovous i se Studenou do držení pánů z Kolovrat na Krakovci. Po dělení majetku mezi syny Jindřicha Alberta z Kolovrat v roce 1530 patřila Studená Hynkovi Krakovskému z Kolovrat. V roce 1548 prodali synové Hynka část majetku včetně Studené Janovi staršímu z Lobkovic na Zbiroze. I Lobkovicův syn Jan Studenou prodal – spolu s Dubjany a dvorem v Hlincích se dostala do majetku Šebestiána a Oldřicha Lažanských z Bukové na Chříči. Roku 1567 si bratři Lažanští majetek rozdělili a Studená připadla Oldřichovi. Po jeho smrti v roce 1573 přešla do majetku Šebestiána, který roku 1585 prodal statky dubjanské a chříčské Janovi Týřovskému z Ensidle na Hřebečníkách a Skryjích.
Za třicetileté války byla ves zcela zničena a k roku 1651 zde žily pouhé tři rodiny, o tři roky později byly obydleny čtyři statky (hospodařili na nich Ondřej Hurt, Vít Martin, Jakub Hřeb a Jan Kříž), další dva statky byly zpustlé. Roku 1701 koupil Václav Josef Lažanský chříčské panství od Týřovských a ve Studené osadil všechny pusté statky – k roku 1713 je připomínáno sedm statků s 51 obyvateli. Po smrti hraběnky Marie Gabriely Lažanské přešlo panství do majetku Ústavu šlechtičen.
Do roku 1785 spadala Studená pod dolanskou farnost, později funkci lokálie plnila zámecká kaple svatého Jana Nepomuckého na Chříči.

## Přírodní poměry
Studená sousedí s Chříčí na severu, Hlincemi na jihozápadě a Holovousy na severozápadě. Pod vsí v údolí Berounky u osady Dolany je zřícenina kostela svatého Petra a Pavla. Na protilehlém břehu se rozkládá národní přírodní rezervace Chlumská stráň a jižně proti proudu začíná u Ptyče přírodní park Hřešihlavská. Jižně od vsi protéká Dolanský potok.

## Obyvatelstvo
| Rok            | 1869 | 1880 | 1890 | 1900 | 1910 | 1921 | 1930 | 1950 | 1961 | 1970 | 1980 | 1991 | 2001 | 2011 | 2021 |
| -------------- | ---- | ---- | ---- | ---- | ---- | ---- | ---- | ---- | ---- | ---- | ---- | ---- | ---- | ---- | ---- |
| Počet obyvatel | 286  | 183  | 137  | 147  | 133  | 135  | 119  | 75   | 62   | 47   | 46   | 46   | 43   | 40   | 34   |
| Počet domů     | 40   | 31   | 27   | 27   | 26   | 26   | 26   | 26   | 20   | 19   | 16   | 22   | 20   | 12   | 20   |

## Obecní správa
V roce 1850 se Studená stala samostatnou obcí v politickém a soudním okrese kralovickém. V letech 1870–1886 byla jako osada obce k Hlincům, ale v letech 1887–1960 byla uváděna znovu jako obec v okrese Kralovice (1870–1930) a později v okrese Plasy. V letech 1961–1993 patřil jako část obce k Chříči a od 1. ledna 1994 je opět samostatnou obcí v okrese Plzeň-sever.

### Obecní symboly
Znak a vlajka byly obci uděleny rozhodnutím předsedy Poslanecké sněmovny Parlamentu České republiky dne 21. dubna 2020.

## Pamětihodnosti
Ve středu vsi je prostorná náves se zděnou čtyřbokou kaplí z 19. století se stanovou střechou a sanktusníkem (celkově zrekonstruována 2005), proti kapli stojí kříž z roku 1900. Nedaleko nich v malé zahrádce stojí pomník padlých z roku 1928. Náves je obklopena několika menšími usedlostmi s původními roubenkami, většinou z první poloviny 19. století. Mezi zajímavé patří roubená chalupa a roubený dvoukomorový špýchar s kolnou v čp. 26, roubenka s dřevěnými chlévy v čp. 9 a stavby v čp. 19, 23 a 30 a roubené komory v čp. 5. Roku 1995 byla historická část obce prohlášena za vesnickou památkovou zónu, jelikož jako celek reprezentuje tradiční strukturu vesnické zástavby v oblasti. Památkou Plzeňského kraje 2022 v kategorii pro stavby se stal areál venkovské usedlosti čp. 30 s chalupou čp. 19.